# Frontera d'Espanya i Gibraltar

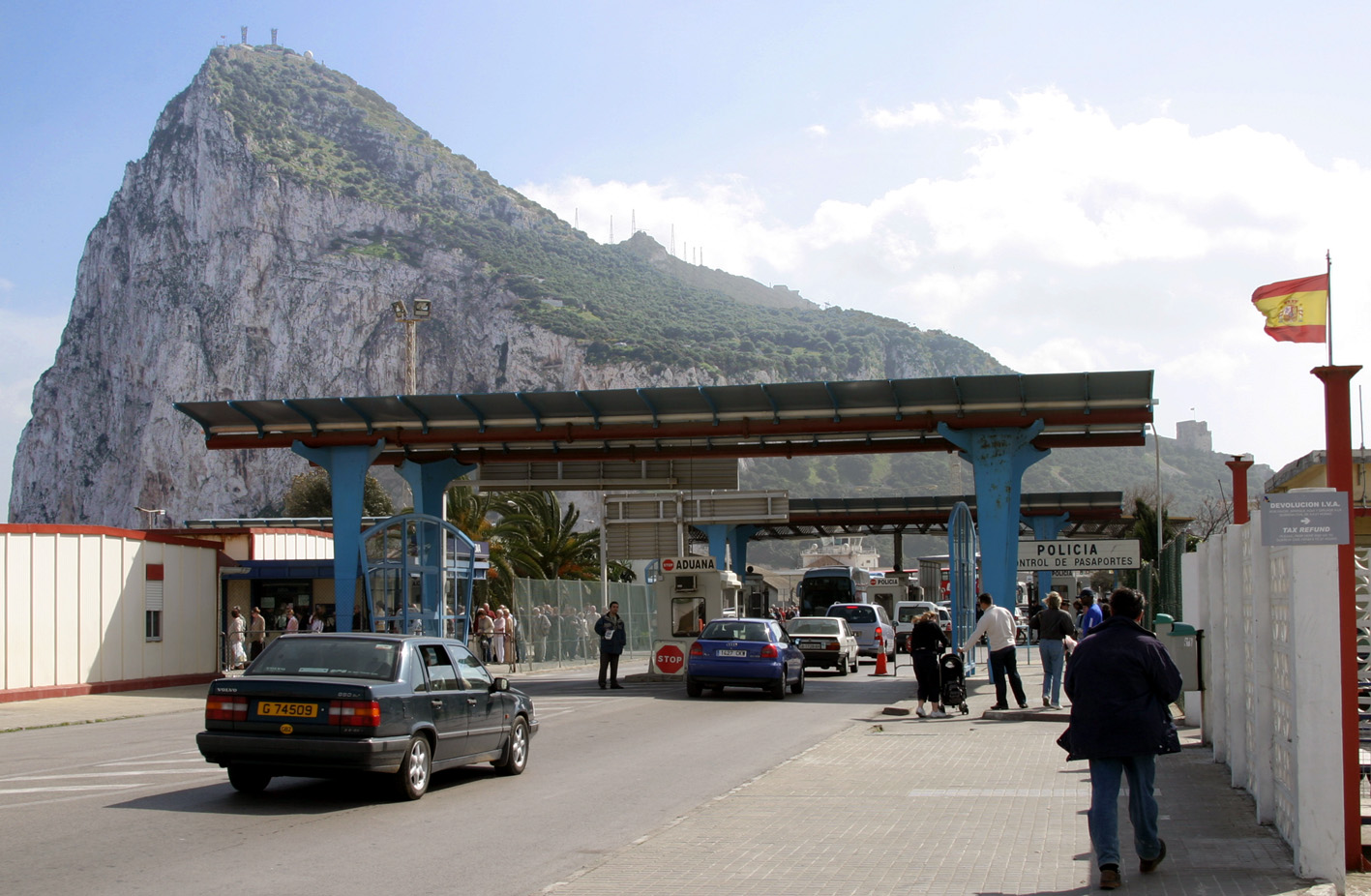
La frontera, vista des del costat espanyol.

La frontera d'Espanya i Gibraltar és el límit internacional entre el territori Britànic d'ultramar de Gibraltar i Espanya. També es diu en castellà com La frontera de Gibraltar o simplement com La Verja.
La frontera va d'est a oest, per un total d'1,2 quilòmetres (0,75 milles) que separen Gibraltar del municipi espanyol veí de La Línea de la Concepción. Com que el Regne Unit és fora de l'àrea Schengen de la Unió Europea, també s'hi troba Gibraltar i els controls d'identitat són necessaris per travessar la frontera.
La frontera ha estat tancada ocasionalment per Espanya, a causa de la situació en disputa de Gibraltar.